# The Friends of Eddie Coyle
The Friends of Eddie Coyle (titulada El confidente en España y Los amigos de la muerte en Hispanoamérica) es una película estadounidense dirigida por Peter Yates y estrenada en 1973, adaptada de la novela Los amigos de Eddie Coyle, de George V. Higgins.

## Sinopsis
Eddie Colye es un bandido sin envergadura que vive de pequeños trabajos, de tráfico de armas y de contrabandos. Para evitar una condena y no acabar sus días en prisión, acepta trabajar como confidente para Dave Foley, un agente del FBI.

## Reparto
- Robert Mitchum: Eddie Finger's Coyle
- Peter Boyle: Dillon
- Helena Carroll: Sheila Coyle
- Richard Jordan: Dave Foley
- Steven Keats: Jackie Brown
- Alex Rocco: Jimmy Scalise
- Joe Santos: Artie Van
- Mitch Ryan: Waters
- Peter MacLean: Mr Partridge